# Medaliści mistrzostw świata w kolarstwie halowym - Dwójki mężczyzn
Pełna lista medalistów mistrzostw świata w kolarstwie halowym w dwójkach mężczyzn. Konkurencję tę rozgrywano do 2007 roku, po czym została zastąpiona przez dwójki mieszane.

## Medaliści
| Rok  | Złoto                              | Srebro                              | Brąz                               |
| ---- | ---------------------------------- | ----------------------------------- | ---------------------------------- |
| 1958 | Stapf & Schröder                   | Binder & Plewa                      |                                    |
| 1959 | Monschau & Weinreis                | Pittermann & Schrödter              | Adrians & Romerskirchen            |
| 1960 | Monschau & Weinreis                | Krüsi & Spiess                      | Hohnadel & Maechling               |
| 1961 | Binder & Plewa                     | Monschau & Weinreis                 | Koch & Koch                        |
| 1962 | Binder & Plewa                     | Pittermann & Schröter               | Monschau & Weinreis                |
| 1963 | Binder & Plewa                     | Pittermann & Schröter               | Koch & Koch                        |
| 1964 | Monschau & Weinreis                | Kaiser & Letzig                     |                                    |
| 1965 | Monschau & Weinreis                | Pittermann & Schröter               | Kaiser & Letzig                    |
| 1966 | Monschau & Weinreis                | Vollmer & Metz                      | Pittermann & Schröter              |
| 1967 | Monschau & Weinreis                | Vollmer & Metz                      | Rohner & Spiess                    |
| 1968 | Kaiser & Wenz                      | Monschau & Weinreis                 | Gert Fleisch & Roland Fleisch      |
| 1969 | Kral & Lauterbach                  | Röhr & Röhr                         | Monschau & Weinreis                |
| 1970 | Vollmer & Metz                     | Monschau & Weinreis                 | Kral & Lauterbach                  |
| 1971 | Vollmer & Metz                     | Monschau & Weinreis                 | Imhof & Mohn                       |
| 1972 | Monschau & Weinreis                | Ott & Rogles                        | Imhof & Mohn                       |
| 1973 | Ott & Rogles                       | Vollmer & Metz                      | Imhof & Mohn                       |
| 1974 | Ott & Rogles                       | Vollmer & Metz                      | Imhof & Mohn                       |
| 1975 | Reinhold Korn & Rudolf Fries       | Vollmer & Metz                      | Rechtold & Rechtold                |
| 1976 | Reinhold Korn & Rudolf Fries       | Vollmer & Metz                      | Imhof & Mohn                       |
| 1977 | Reinhold Korn & Rudolf Fries       | Ott & Fissler                       | Imhof & Mohn                       |
| 1978 | Reinhold Korn & Rudolf Fries       | Ott & Fissler                       | Imhof & Mohn                       |
| 1979 | Reinhold Korn & Rudolf Fries       | Rolf Halter & Helmut Schneider      | Kühne & Kühne                      |
| 1980 | Reinhold Korn & Rudolf Fries       | Ott & Fissler                       | Kühne & Kühne                      |
| 1981 | Rolf Halter & Helmut Schneider     | Wolfgang Frankort & Walter Frankort | Gert Fleisch & Roland Fleisch      |
| 1982 | Rolf Halter & Helmut Schneider     | Merget & Reinhold Korn              | Gert Fleisch & Roland Fleisch      |
| 1983 | Rolf Halter & Helmut Schneider     | Gert Fleisch & Roland Fleisch       | Merget & Reinhold Korn             |
| 1984 | Markus Dreher & Armin Jurisch      | Berger & Kellner                    | Gert Fleisch & Roland Fleisch      |
| 1985 | Markus Dreher & Armin Jurisch      | Berger & Kellner                    | Gert Fleisch & Roland Fleisch      |
| 1986 | Markus Dreher & Armin Jurisch      | Matthias Schlecht & Michael Böpple  | Gert Fleisch & Roland Fleisch      |
| 1987 | Markus Dreher & Armin Jurisch      | Matthias Schlecht & Michael Böpple  | Gert Fleisch & Roland Fleisch      |
| 1988 | Markus Dreher & Armin Jurisch      | Bracia Weil                         | C. Cabourg & C. Jaros              |
| 1989 | Bracia Weil                        | Matthias Schlecht & Michael Böpple  | C. Cabourg & C. Jaros              |
| 1990 | Theo Benz & Armin Prinz            | C. Cabourg & C. Jaros               | Matthias Schlecht & Michael Böpple |
| 1991 | Matthias Schlecht & Michael Böpple | T. Benz & A. Prinz                  | C. Cabourg & C. Jaros              |
| 1992 | Stefan Raaf & Michael Roth         | Matthias Schlecht & Michael Böpple  | C. Cabourg & C. Jaros              |
| 1993 | Stefan Raaf & Michael Roth         | T. Benz & A. Prinz                  | M. Bachmann & D. Entner            |
| 1994 | Stefan Raaf & Michael Roth         | Michael i Heiko Rauch               | R. Zellweger & M. Schilt           |
| 1995 | Stefan Raaf & Michael Roth         | Michael i Heiko Rauch               | D. Balasek & M. Digon              |
| 1996 | Michael i Heiko Rauch              | Stefan Raaf & Michael Roth          | R. Zellweger & M. Schilt           |
| 1997 | Michael i Heiko Rauch              | Stefan Raaf & Michael Roth          | R. Zellweger & M. Schilt           |
| 1998 | Stefan Raaf & Michael Roth         | F. Sonnemoser & P. Gilgenkrantz     | D. Balasek & M. Digon              |
| 1999 | Michael i Heiko Rauch              | Stefan Raaf & Michael Roth          | F. Sonnemoser & P. Gilgenkrantz    |
| 2000 | Stefan Raaf & Michael Roth         | Michael i Heiko Rauch               | D. Balasek & M. Digon              |
| 2001 | Simon Altvater & Nico Kunert       | Michael i Heiko Rauch               | Petr i Kamil Bartunek              |
| 2002 | Simon Altvater & Nico Kunert       | Michael i Heiko Rauch               | Bracia Fritsch                     |
| 2003 | Simon Altvater & Nico Kunert       | Michael i Heiko Rauch               | Petr i Kamil Bartunek              |
| 2004 | Simon Altvater & Nico Kunert       | Michael i Heiko Rauch               | Petr i Kamil Bartunek              |
| 2005 | Simon Altvater & Nico Kunert       | Felix i Jonas Niederberger          | Petr i Kamil Bartunek              |
| 2006 | Simon Altvater & Nico Kunert       | Felix i Jonas Niederberger          | Petr i Kamil Bartunek              |
| 2007 | Felix i Jonas Niederberger         | Viktor Volk & Manuel Huber          | Beni Jost & Joel Schmid            |